# جراسوبيو
جراسوبيو؛ ( بيرجاماسك : جراهيبي أو غراسوبي ) هي بلدية ( كوموني ) في مقاطعة بيرغامو، والتي تتكون من ٦٤٨٧  من السكان، في منطقة لومباردي الإيطالية . يقع جراسوبيو في الجانب الأيمن من نهر سيريو وعلى بعد حوالي ٨.٥ كم من مدينة بيرغامو الرئيسية.
تقع جراسوبيو على حدود البلديات التالية: كافيرناغو وأوريو آل سيريو وسيريات وزانيكا.

## اقتصاد
في منتصف السبعينيات، قامت شركة سيجما للكيماويات متعددة الجنسيات ببناء مصنعها الاخر في جراسوبيو، بعد أن بدأت في موزو.